# Josh Turner
Josh Turner, född 20 november 1977 i Hannah, är en amerikansk countrysångare.

## Karriär
Josh Turner föddes i det lilla samhället Hannah i den amerikanska delstaten South Carolina. Han sjöng i flera kyrkkörer innan han efter gymnasiet flyttade till Nashville på jakt efter en musikkarriär. En låt han skrivit, "Long Black Train", gav honom ett skivkontrakt år 2001 med MCA Nashville (Universal Music Group). Debutalbumet med samma titel släpptes 2003 och sålde en miljon exemplar innan 2004 var över. År 2006 släppte han sitt andra album Your Man. Albumet nådde första plats på albumlistan och båda de två första singlarna, "Your Man" och "Would You Go with Me", nådde första plats på singellistan. Den 30 oktober 2007 släppte han sitt tredje studioalbum Everything Is Fine och den 9 februari 2010 släppte han sitt fjärde studioalbum Haywire. År 2011 släppte han sitt första samlingsalbum.

## Diskografi
Studioalbum
- 2003 – Long Black Train
- 2006 – Your Man
- 2007 – Everything Is Fine
- 2010 – Haywire

Samlingsalbum
- 2011 – Icon

Singlar
- 2002 – "She'll Go on You"
- 2003 – "Long Black Train"
- 2004 – "What It Ain't"
- 2005 – "Your Man"
- 2006 – "Would You Go with Me"
- 2006 – "Me and God"
- 2007 – "Firecracker"
- 2008 – "Another Try" (med Trisha Yearwood)
- 2008 – "Everything Is Fine"
- 2009 – "Why Don't We Just Dance"
- 2010 – "All Over Me"
- 2010 – "I Wouldn't Be a Man
- 2012 – "Time Is Love"